# RAEC Mons (4194)

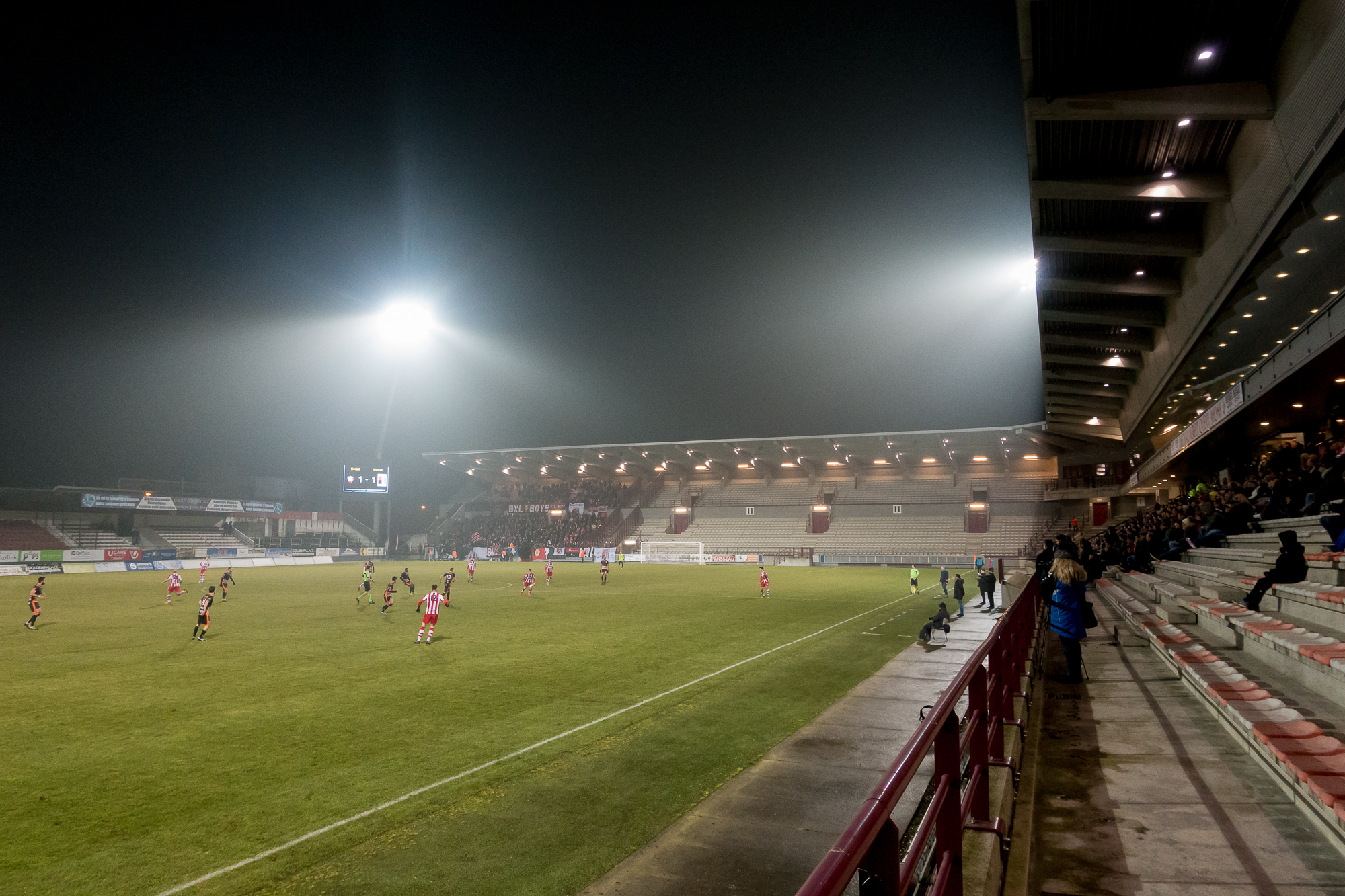
Het Stade Charles Tondreau in 2017.

RAEC Mons is een Belgische voetbalclub uit Bergen in de provincie Henegouwen. De club is aangesloten bij de KBVB met stamnummer 4194 en heeft rood en wit als kleuren. Het werd opgericht in 1945 als AS Quévy-le Grand et Extensions, maar kwam na enkele fusies tot de huidige naam.
De club dient niet verward te worden met het ter ziele gegane RAEC Mons met stamnummer 44. Het kan wel worden gezien als officieuze opvolger van die profclub.

## Geschiedenis
In 1928 ontstond in Quévy-le-Grand al een eerste voetbalclub, Cercle Sportif de Quévy-le-Grand. De club speelde in blauw en geel, maar verdween in 1934 alweer.
Op het eind van de Tweede Wereldoorlog ontstond op 15 januari 1945 een nieuwe club, AS Quévy-le-Grand et Extensions. De club koos opnieuw geel en blauw als kleuren. Men sloot zich aan bij de Belgische Voetbalbond en ging in de provinciale reeksen spelen.
In 1989 fusioneerde de club met het naburige FC Genly-Noirchain. De nieuwe clubnaam werd Union Sportive Genly-Quévy 89 en men ging in oranje en blauw spelen. In 1995 werd de club bij haar 50-jarig bestaan koninklijk.
De club bleef lang in de lagere provinciale reeksen spelen, maar maakte in het begin van de 21ste eeuw opgang. In 2007 won RUSG Quévy zijn reeks in Derde Provinciale en promoveerde naar Tweede Provinciale. Na twee jaar werd men ook daar kampioen en zo bereikte men in 2009 het hoogste provinciale niveau. Ook in Eerste Provinciale bleef men goede resultaten haalde en men haalde er de volgende seizoenen telkens de eindronde. In 2010 en 2011 strandde men in de provinciale eindronde, maar in 2012 won men toch de provinciale eindronde en stootte men door naar de interprovinciale eindronde. Die wist men te winnen, en zo promoveerde de club voor het eerst in haar bestaan naar de nationale reeksen.
RUS Genly-Quévy 89 kon zich in zijn debuutseizoen handhaven in Vierde Klasse, maar het tweede seizoen strandde men op een degradatieplaats. Zo degradeerde de club in 2014 na twee seizoenen terug naar de provinciale reeksen. 
Op 1 juli 2015 werd een fusie aangegaan met de in februari van dat jaar failliet verklaarde tweedeklasser RAEC Mons. De club ging als Royal Albert Quévy-Mons spelen onder het stamnummer 4194 in het Stade Charles Tondreau in Bergen. De overige (jeugd)elftallen bleven spelen in Sentier de l'Eglise of in Stade de la Motte in Genly.
Begin 2020 werd bekend dat de fusieclub gesprekken was aangegaan met regioclub Francs Borains, dat in de hogere amateurreeksen uitkomt. Een fusie met als doel een club uit de regio Bergen en de Borinage te vormen, viel echter in verkeerde aarde bij zowel de supporters van RAQM als die van Francs Borains. Uiteindelijk was het Francs Borains die op 11 april 2020 aankondigde dat de stekker uit de fusieplannen was getrokken. Hierdoor bleef RAQM in Derde klasse amateurs actief. 
In juni 2020 veranderde RAQM haar naam in Renaissance Mons 44. Ook probeerde men in de komende tijd het oude stamnummer van het ter ziele gegane RAEC Mons over te nemen en ging men onder het logo van deze voormalige club spelen. Vanaf 2021 werd de naam RAEC Mons aangenomen. In 2023/24 promoveerde RAEC Mons naar de 1ste nationale.
Vanaf 2026 mag de club onder het stamnummer 44 verder spelen.

## Resultaten
| Seizoen                     | Klasse | Klasse | Klasse | Klasse | Klasse | Klasse | Klasse | Reeks                                                    | Punten                                                   | Opmerkingen                                              |
|                             | I      | I      | II     | III    | IV     | P.I    | P.II   |                                                          |                                                          |                                                          |
| --------------------------- | ------ | ------ | ------ | ------ | ------ | ------ | ------ | -------------------------------------------------------- | -------------------------------------------------------- | -------------------------------------------------------- |
| Als RUS Genly-Quévy 89      |        |        |        |        |        |        |        |                                                          |                                                          |                                                          |
| 2008/09                     |        |        |        |        |        |        | 1      | Tweede prov. Heneg                                       | 70                                                       |                                                          |
| 2009/10                     |        |        |        |        |        | 2      |        | Eerste prov. Heneg                                       | 63                                                       |                                                          |
| 2010/11                     |        |        |        |        |        | 2      |        | Eerste prov. Heneg                                       | 53                                                       |                                                          |
| 2011/12                     |        |        |        |        |        | 5      |        | Eerste prov. Heneg                                       | 50                                                       | Promotie door winst in interprovinciale eindronde        |
| 2012/13                     |        |        |        |        | 7      |        |        | Vierde klasse B                                          | 41                                                       |                                                          |
| 2013/14                     |        |        |        |        | 14     |        |        | Vierde klasse A                                          | 24                                                       |                                                          |
| 2014/15                     |        |        |        |        |        | 2      |        | Eerste prov. Heneg                                       | 68                                                       | Verloren in eindronde                                    |
| Als Royal Albert Quévy-Mons |        |        |        |        |        |        |        |                                                          |                                                          |                                                          |
| 2015/16                     |        |        |        |        |        | 1      |        | Eerste prov. Heneg                                       | 73                                                       |                                                          |
|                             | 1A     | 1B     | 1Am    | 2Am    | 3Am    | P.I    | P.II   | Vanaf 2016-17 zijn er 3 nationale en 2 regionale niveaus | Vanaf 2016-17 zijn er 3 nationale en 2 regionale niveaus | Vanaf 2016-17 zijn er 3 nationale en 2 regionale niveaus |
| 2016/17                     |        |        |        |        | 4      |        |        | Derde klasse Am.                                         | 47                                                       |                                                          |
| 2017/18                     |        |        |        |        | 9      |        |        | Derde klasse Am.                                         | 39                                                       |                                                          |
| 2018/19                     |        |        |        |        | 8      |        |        | Derde klasse Am.                                         | 44                                                       |                                                          |
| 2019/20                     |        |        |        |        | 3      |        |        | Derde klasse Am.                                         | 43                                                       | Competitie stopgezet vanwege COVID-19-virus.             |
| Als Renaissance Mons 44     |        |        |        |        |        |        |        |                                                          |                                                          |                                                          |
| 2020/21                     |        |        |        |        | -      |        |        | Derde afdeling                                           | -                                                        | Geen competitie vanwege COVID-19-virus.                  |
| Als RAEC Mons               |        |        |        |        |        |        |        |                                                          |                                                          |                                                          |
| 2021/22                     |        |        |        |        | 9      |        |        | Derde afdeling                                           | 40                                                       |                                                          |
| 2022/23                     |        |        |        |        | 1      |        |        | Derde afdeling                                           | 67                                                       |                                                          |
| 2023/24                     |        |        |        | 1      |        |        |        | Tweede afdeling ACFF                                     | 85                                                       |                                                          |
| 2024/25                     |        |        | 3      |        |        |        |        | Eerste nationale ACFF                                    | 36                                                       |                                                          |
| 2025/26                     |        |        |        |        |        |        |        | Eerste nationale ACFF                                    |                                                          |                                                          |

## Bekende (oud-)spelers
- Gerard Bergholtz
- Christ Bruno
- Jean-Philippe Charlet
- Baptiste Ulens
- Jonathan Walasiak
- Laurent Wuillot
- Alessandro Cordaro